# 镇江市第六中学
镇江市第六中学，简称“镇江六中”，是江苏省镇江市的一所初级中学，创办于1956年。位于江苏省镇江市润州区和平路130号，总占地面积47.2亩，校舍建筑面积13700㎡。

## 历史
- 1956年，以“镇江市第三初级中学”名称创办。
- 1959年，正式更名为“镇江市第六中学”。